# NGC 2485
NGC 2485 je galaksija u zviježđu Malom psu.

## Vanjske poveznice
- SEDS: NGC 2485